# Phlegyas
Phlegyas (altgriechisch Φλεγύας Phlegýas) ist in der griechischen Mythologie der Sohn des Ares und der Chryse. Als seine Kinder werden genannt: Ixion, Hymenaios, Koronis, Gyrtone. Es wird ihm ein Bruder, Gyrton, an die Seite gestellt und er gilt als der Ahnherr der Phlegyer, eines rohen Volksstammes in Böotien. Auf Grund seiner Abstammung und geographischen Verortung gehört er möglicherweise zum sagenhaften Volksstamm der Lapithen.
Phlegyas zündete, weil Koronis von Apollon Mutter des Asklepios wurde, den Tempel des Gottes an, wurde aber dafür von dessen Pfeilen getötet und in der Unterwelt zu der Strafe verdammt, stets einen den Herabsturz drohenden Felsen über sich zu sehen.
In der Asklepios-Mythologie des Isyllos von Epidauros ist Phlegyas der Vater von Aigle (=Koronis) und Großvater des Asklepios.
In der Göttlichen Komödie ist Phlegyas ein Fährmann, welcher über den Höllenfluss Styx übersetzt.